# 曼苏尔·法齐拉
曼苏尔·法齐拉（波斯語：منصور فقیریار，1986年1月3日—）是一名阿富汗足球运动员，现效力於奧爾登堡，曾被阿富汗国家足球队徵召前往參加2008年默迪卡杯，但因傷未能出賽。

## 足球生涯
2005年，他与不来梅联盟60足球俱乐部签署了业余合同。2006年，他转会到奥伯尼兰特足球俱乐部。在奥伯尼兰特足球俱乐部期间，他总共踢了44场联赛和2场德国足协杯的比赛。
2009年，他与奥尔登堡足球俱乐部签署合同。

## 成績
| 阿富汗國家足球隊 | 阿富汗國家足球隊 | 阿富汗國家足球隊 |
| 年               | 出場             | 入球             |
| ---------------- | ---------------- | ---------------- |
| 2012             | 5                | 0                |
| 2013             | 4                | 0                |
| 2014             | 8                | 0                |
| 總和             | 17               | 0                |